# Grads Fühler
Grads Fühler (Zeddam, 3 augustus 1962) is een voormalig Nederlands voetballer die uitkwam voor PEC Zwolle, Go Ahead Eagles, Emmen en BV Veendam. Hij speelde als verdediger. Hij groeide op in Heino en begon daar bij VV Heino te voetballen.
Van 2006 tot 2012 was hij hoofd van de scouting bij FC Groningen. Per 1 maart 2012 gaat hij wonen in Peru en is hij scout voor het Italiaanse Udinese en FC Groningen.

## Statistieken
| Seizoen | Club              | Land      | Competitie           | Wed. | Goals |
| ------- | ----------------- | --------- | -------------------- | ---- | ----- |
| 1980/81 | PEC Zwolle        | Nederland | Eredivisie           | 6    | 0     |
| 1981/82 | PEC Zwolle        | Nederland | Eredivisie           | 20   | 0     |
| 1982/83 | PEC Zwolle '82    | Nederland | Eredivisie           | 3    | 0     |
| 1982/83 | → Go Ahead Eagles | Nederland | Eredivisie           | 4    | 0     |
| 1983/84 | PEC Zwolle '82    | Nederland | Eredivisie           | 25   | 1     |
| 1984/85 | PEC Zwolle '82    | Nederland | Eredivisie           | 0    | 0     |
| 1984/85 | → 1. FC Bocholt   | Duitsland | Oberliga Nordrhein   | –    | –     |
| 1985/86 | Emmen             | Nederland | Eerste divisie       | 34   | 0     |
| 1986/87 | Emmen             | Nederland | Eerste divisie       | 36   | 7     |
| 1987/88 | Emmen             | Nederland | Eerste divisie       | 34   | 4     |
| 1988/89 | BV Veendam        | Nederland | Eredivisie           | 29   | 0     |
| 1989/90 | BV Veendam        | Nederland | Eerste divisie       | 32   | 3     |
| 1990/91 | BV Veendam        | Nederland | Eerste divisie       | 21   | 0     |
| 1991/92 | BV Veendam        | Nederland | Eerste divisie       | 31   | 0     |
| 1992/93 | BV Veendam        | Nederland | Eerste divisie       | 33   | 1     |
| 1993/94 | BV Veendam        | Nederland | Eerste divisie       | 21   | 0     |
| 1994/95 | KVV Looi Sport    | België    | Vierde Klasse België | –    | –     |
| Totaal  | Totaal            | Totaal    | Totaal               | 328  | 16    |